# Allegiant Air
Allegiant Air è una compagnia aerea low cost statunitense di proprietà di Allegiant Travel Co. che opera sia voli di linea che voli charter.
Allegiant Travel Company è una società quotata in borsa con oltre 3 miliardi di dollari di capitalizzazione. La sede centrale è a Summerline, Nevada.

## Storia
Allegiant Air venne fondata nel gennaio 1997 da Mitch Allee (Proprietario e amministratore delegato), Jim Patterson (Presidente) e dal Capt. Dave Beadle (Capo Pilota) con la denominazione "WestJet Express". Le attività iniziarono nel giugno dell'anno successivo ma primi voli di linea vennero effettuati a partire dal 15 ottobre 1998 tra Las Vegas e Fresno, con due Douglas DC-9. Nel 1999 venne rinominata "Allegiant Air", nome attuale.

## Flotta

### Flotta attuale

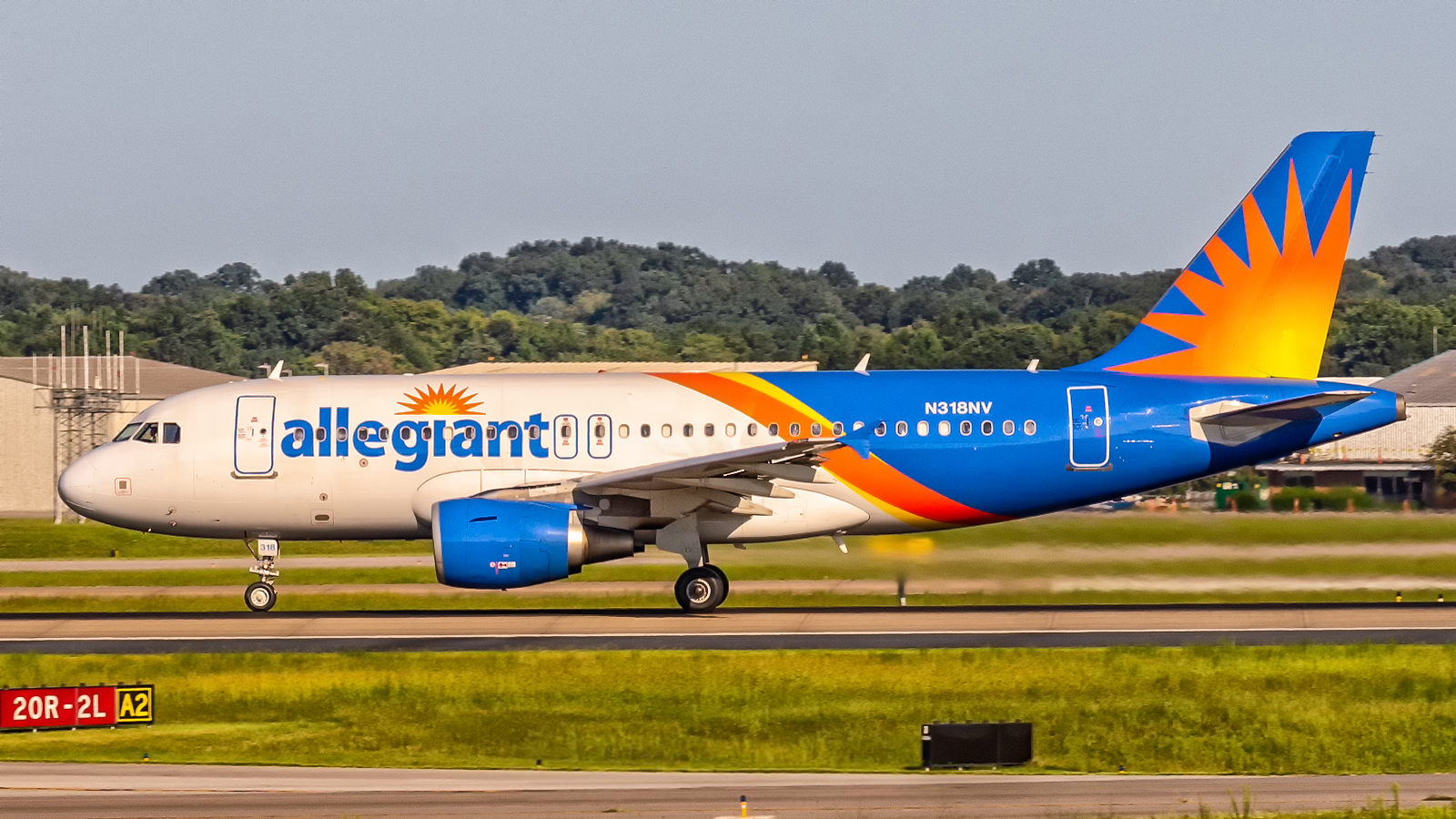
Un Airbus A319-100.

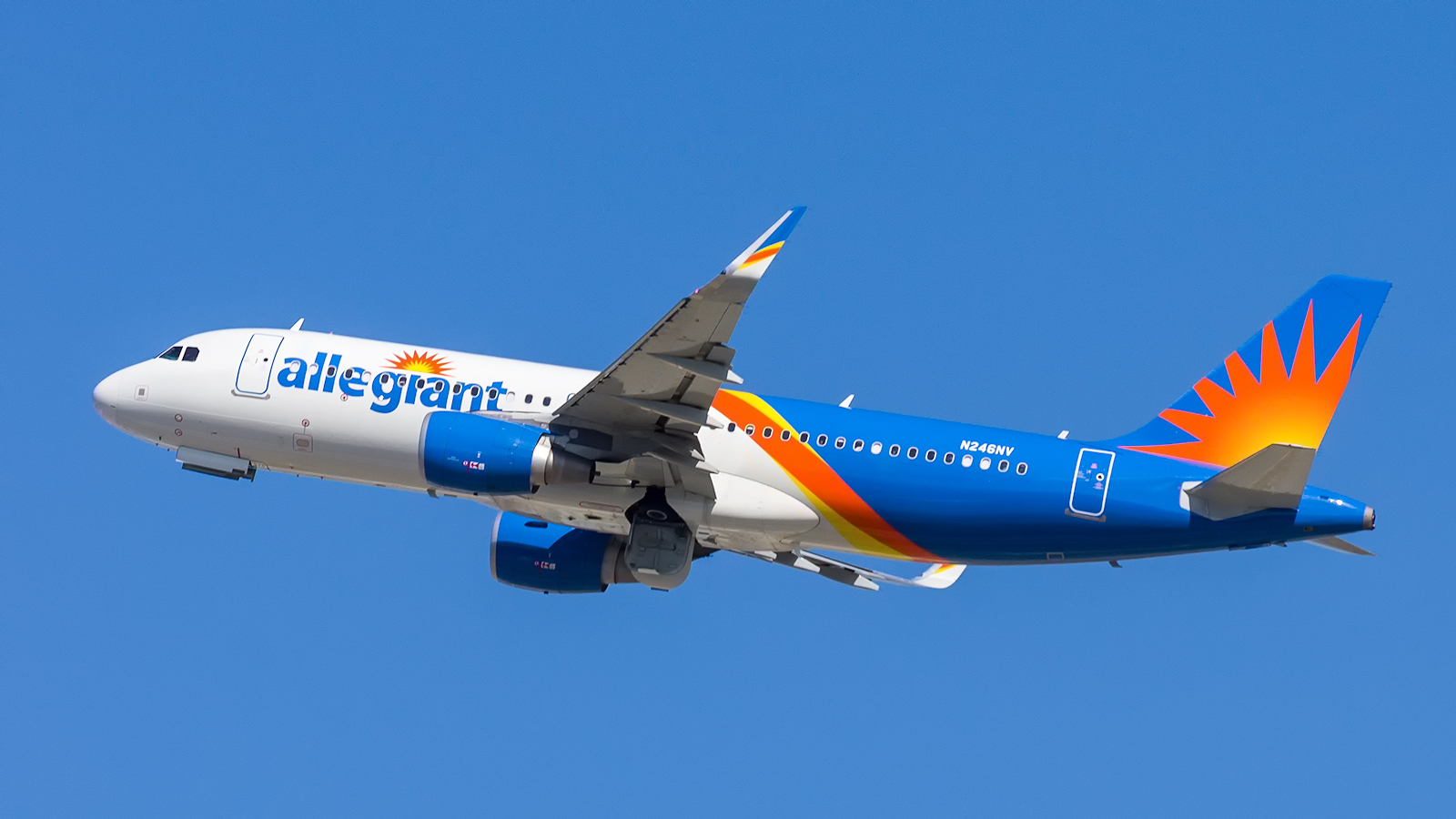
Un Airbus A320-200.

A giugno 2024, la flotta di Allegiant Air è composta dai seguenti aeromobili:

### Flotta storica

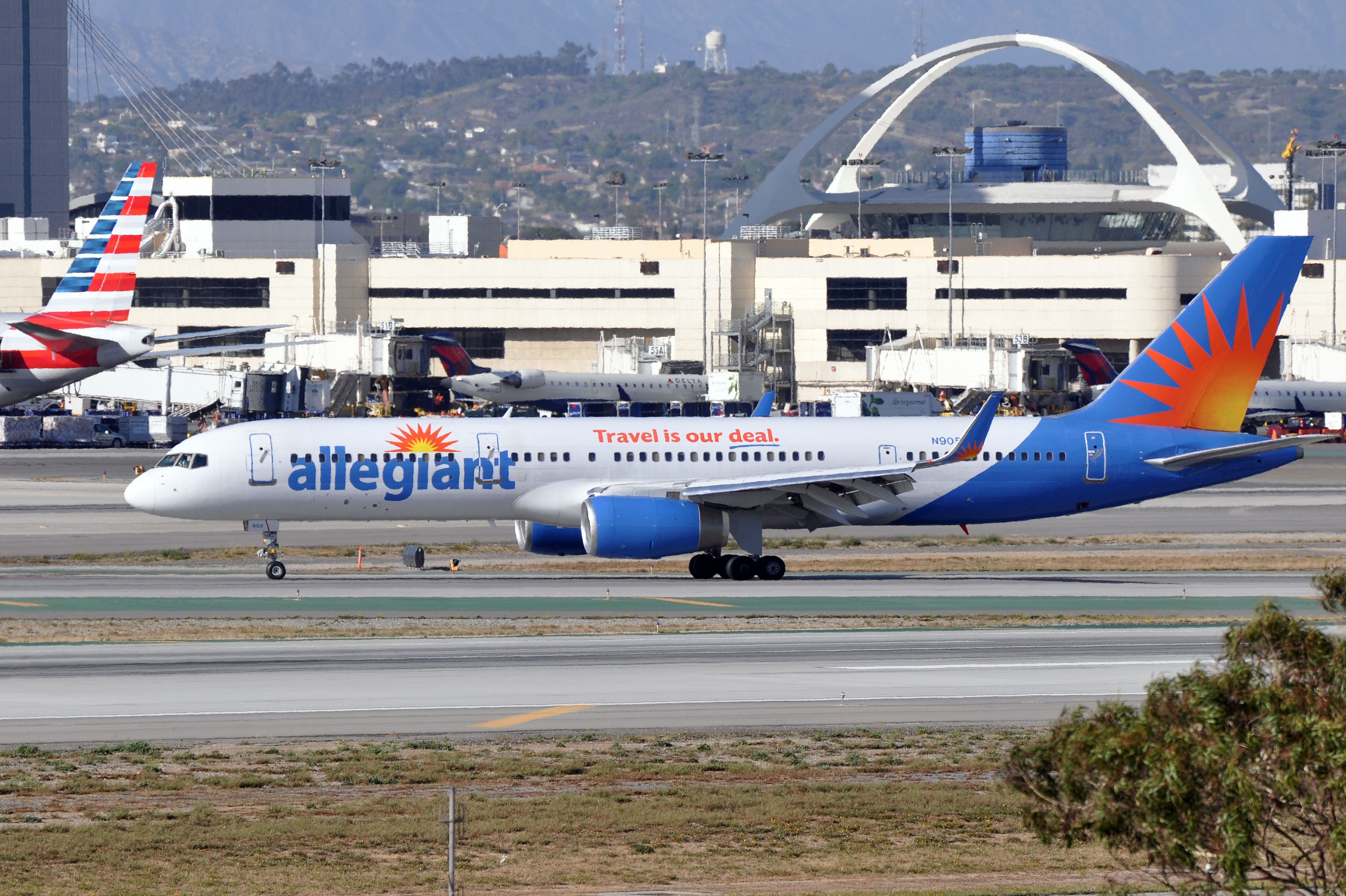
Un Boeing 757-200 nel 2015.

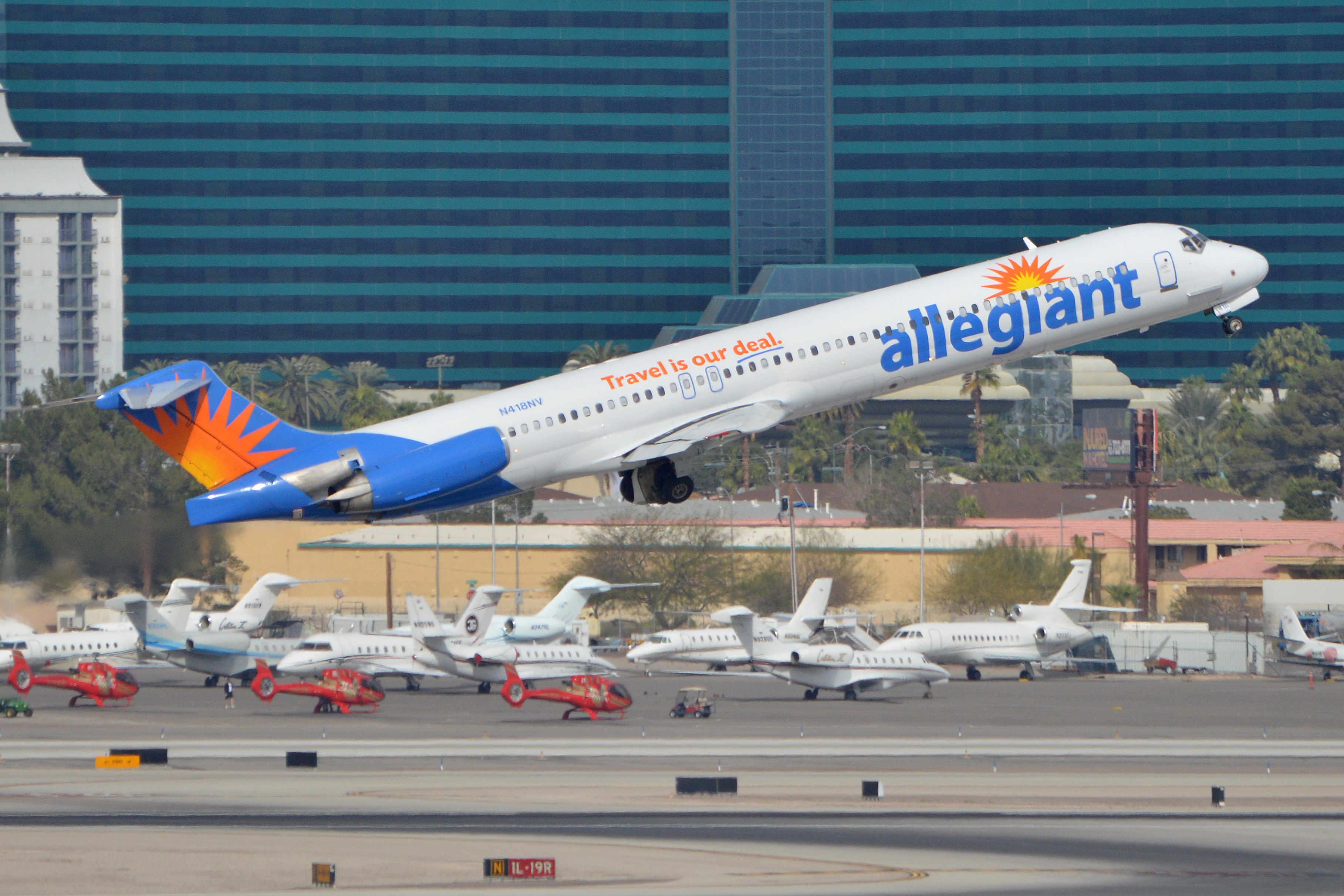
Un McDonnell Douglas MD-83 nel 2016.

Nel corso dagli anni, Allegiant Air ha operato con i seguenti aeromobili:

## Incidenti
- Il 29 marzo 2007, il volo G4-758,  operato da un MD-83 con 157 passeggeri a bordo, ha avuto un guasto idraulico al carrello anteriore mentre era in atterraggio a Orlando-Sanford. Dopo circa un'ora di tentativi vani per cercare di abbassarlo, il comandante è riuscito a fare atterrare abilmente l'aeroplano senza il carrello anteriore. Il velivolo ha subito significativi danni strutturali, ma è stato poi riparato e rimesso in servizio. I passeggeri sono stati evacuati sulla pista senza particolari contusioni.